# Ганнопіль (Кропивницький район)
Ганно́піль — село в Україні, у Кетрисанівській сільській громаді Кропивницького району Кіровоградської області.
Населення становить 87 осіб.

## Історія
1859 року у власницькому селі Ганнопіль (Полякова) Єлисаветградського повіту Херсонської губернії, мешкало 77 осіб (37 чоловічої статі та 40 — жіночої), налічувалось 17 дворових господарств.
За даними 1894 року у селі Олександрівської волості мешкало 117 осіб (56 чоловічої статі та 61 — жіночої), налічувалось 16 дворових господарств.

## Населення
Згідно з переписом УРСР 1989 року чисельність наявного населення села становила 141 особа, з яких 56 чоловіків та 85 жінок.
За переписом населення України 2001 року в селі мешкало 87 осіб.

### Мова
Розподіл населення за рідною мовою за даними перепису 2001 року:
| Мова       | Відсоток |
| ---------- | -------- |
| українська | 94,25 %  |
| молдовська | 3,45 %   |
| білоруська | 1,15 %   |
| російська  | 1,15 %   |